# Thiviers
Thiviers (okzitanisch Tivier) ist eine französische Gemeinde mit 2.889 Einwohnern (Stand 1. Januar 2022) im Norden des Départements Dordogne in der Region Aquitanien. Sie gehört zum  Arrondissement Nontron und zum Kanton Thiviers. Zuständiger Gemeindeverband ist die Communauté de communes Périgord-Limousin. Die Bewohner nennen sich Thibériens bzw. Thibériennes. Thiviers ist eine der fünf Zugangsstädte zum Regionalen Naturpark Périgord-Limousin.

## Etymologie
Der Ursprung des Namens Thiviers ist nicht sicher. Die gallorömische bzw. keltische Hypothese leitet den Stadtnamen von Tigernack, Tivernack, Tigern oder Tivern ab, die alle «Haus der Anführer» bedeuten (Ti = Haus).
Aus dem Lateinischen bieten sich ebenfalls mehrere Erklärungsmöglichkeiten an, so beispielsweise trivio (Kreuzungspunkt dreier Straßen) oder Kaiser Tiberius, der hier angeblich an der Römerstraße von Périgueux (Vesunna) nach Limoges (Augustoritum) eine Siedlung namens Tiberii oder Tiberium errichten ließ.
Chlodwig I. ließ den Namen auf Tiverius abändern, aus welchem dann Tiveris, Tiberio, Tyberio und schließlich Thiviers hervorging.

## Geographie

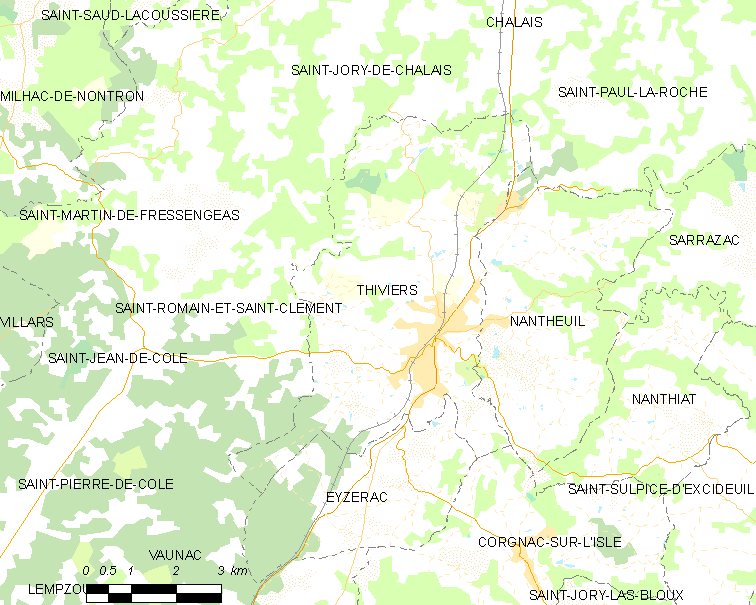
Lagekarte von Thiviers

Thiviers liegt im Périgord vert im Nordosten des Département Dordogne, etwa 30 Kilometer nordöstlich von Périgueux und 55 Kilometer südwestlich von Limoges. Die Gemeinde wird von folgenden Nachbargemeinden umgeben:
|                               | Saint-Jory-de-Chalais                       | Saint-Paul-la-Roche |
| Saint-Romain-et-Saint-Clément | Kompassrose, die auf Nachbargemeinden zeigt | Nantheuil           |
| Saint-Jean-de-Côle, Vaunac    | Eyzerac                                     | Corgnac-sur-l’Isle  |

Der Siedlungsplatz nimmt eine strategische Position auf einem Nordnordost-Südsüdwest verlaufenden Höhenrücken ein, in etwa 270 Meter über N.N. Gegenüber den Flussläufen der Côle im Westen und des Isle im Osten liegt die Stadt rund 100 Meter höher. Nach Süden fällt der Höhenrücken langsam in Richtung Négrondes ab, nach Norden steigt er nur unmerklich an. Im Nordwesten wird die Stadtgemeinde von den Flussläufen der Côle und ihrem Nebenfluss Touroulet begrenzt. Nach Osten erfolgt ein steilerer Abfall zu einem kleinen rechten Nebenfluss des Isle, dem Ruisseau de Saint-Avit.
Die Gemeinde Thiviers besteht neben dem Stadtkern aus folgenden Geländepunkten, Weilern, Gehöften und Mühlen:
Barreyras, Basse Foucade, Belair, Bois Germain, Bruzac, Carrières de Planeaulx, Clos des Vaches, Douyeras, Enclervalle, L'Homme Mort, La Bessoulie, La Boulinie, La Brégère, La Fillolie, La Grange, La Grenie, La Jitole, La Rigaudie, Le Bost, Le Claud, Le Coderc, Le Dognon, Le Parvaud, Le Poteau des Landes, Le Repaire, Les Ages, Les Limagnes, les Marimonts, Les Nauches, Les Ombreaux, Les Peyrières, Moulin de Pierrefiche, Moulin Neuf, Mur, Pierrefiche, Planeaulx (oder Planeau), Rivauger, Saint Jacques und Versailles.
Der topographisch niedrigste Punkt in der Gemeinde befindet sich auf 147 Meter über dem Meeresspiegel, die höchste Stelle liegt auf 303 Meter. Die absolute Höhendifferenz beträgt 156 Meter.

### Verkehrsanbindung
Durch Thiviers führt die Route nationale 21, die einstige Route Napoléon, von Limoges nach Périgueux als Nordsüdachse. Parallel hierzu verläuft die Eisenbahnstrecke der SNCF Limoges – Périgueux mit Haltestelle in Thiviers. In Thiviers treffen ferner mehrere Départementsstraßen aufeinander, wie beispielsweise die D 76 von Excideuil, die D 77 von Mialet und Saint-Jory-de-Chalais und die D 81 von Sarrazac. Als Ostwestverbindung verläuft die D 707 von Lanouaille über Thiviers nach Saint-Jean-de-Côle, Saint-Pardoux-la-Rivière und Nontron. Einst führte auch noch eine Eisenbahnstrecke über Nontron nach Angoulême, diese Seitenlinie wurde aber 1946 für den Personenverkehr und 1970 für den Güterverkehr eingestellt (Bahnstrecke Quéroy-Pranzac–Thiviers).

### Bodenbedeckung

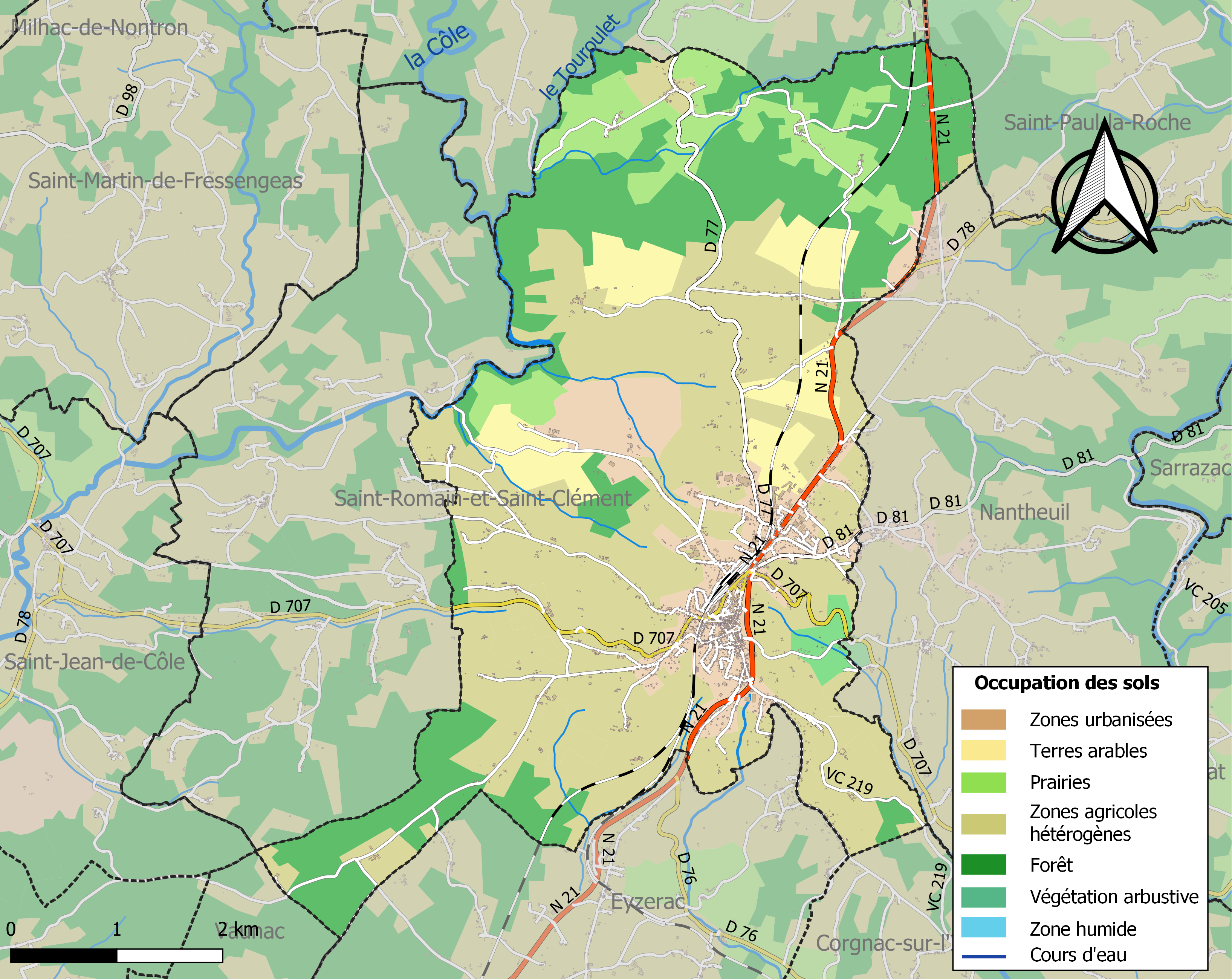
Bodenbedeckung in Thiviers

Die Bodenbedeckung der Gemeinde Thiviers schlüsselt sich im Jahr 2018 gemäß der europäischen Datenbank CORINE Land Cover (CLC) wie folgt auf:
- Wälder – 25,6 %
- heterogene landwirtschaftliche Nutzung – 47,6 %
- Wiesen – 7,9 %
- Ackerbau – 5,9 %
- Städtebaulich beansprucht – 7,8 %
- Steinbrüche, Halden und Baustellen – 3,1 %
- Kulturland – 1,1 %
- Buschwerk – 1,0 %

Die landwirtschaftliche Nutzung steht im Vordergrund. Der Anteil der landwirtschaftlichen Nutzflächen hat sich aber seit 1990 von 64,8 % auf 62,5 % reduziert.

## Klima
Thiviers besitzt ein abgeschwächtes ozeanisches Klima, das sich durch folgende Parameter auszeichnet:
| Klimaparameter im Zeitraum 1971-2000 - Jahresmittel: 11,9 °C - Anzahl der Tage unter −5 °C: 3,1 - Anzahl der Tage oberhalb 30 °C: 6,2 - Maximum im Tages-Temperaturunterschied: 15,0 °C - Jahresniederschlag: 1060 mm - Niederschlagstage im Januar: 13,2 - Niederschlagstage im Juli: 7,8 |

Durch den Klimawandel zeichnen sich Erhöhungen im Jahresmittel ab, die sich bereits auch bemerkbar machen. So ist beispielsweise an der 54 Kilometer entfernten Wetterstation am Flughafen von Limoges-Bellegarde das langjährige Jahresmittel von 11,2 °C für 1971-2000 über 11,4 °C für 1981-2010 auf 11,8 °C für 1991-2020 angestiegen – ein Zuwachs um 0,6 °C innerhalb von 20 Jahren.

## Hydrographie

Hydrographische Karte von Thiviers

Die Nordwestgrenze der Gemeinde Thiviers wird von der Côle und ihrem linken Nebenfluss, dem Touroulet, gebildet. In den Touroulet mündet linksseitig der Ruisseau de Pierrefiche. Im Westen empfängt die Côle zwei kleine linke Seitenarme. Der Ruisseau de Bonis entspringt an der Westgrenze in der Nähe der D 707 und fließt nach Westen in Richtung Saint-Jean-de-Côle. Im Süden des Stadtgebiets entwässern zwei kleine Bäche nach Eyzerac. Der Ruisseau de Saint-Avit entsteht direkt östlich unterhalb des Stadtkerns und zieht dann in Richtung Südosten zum Isle, wobei er die Südostgrenze zu Nantheuil festlegt.
Sämtliche Flussläufe im Gemeindegebiet gehören zum Flusssystem Isle-Dronne.
Die Gesamtlänge des Entwässerungsnetzes beträgt 15 Kilometer.

## Geologie

Geologische Karte von Thiviers

Geologisch gehört Thiviers zu zwei sehr unterschiedlichen Terranen: zum variszischen Grundgebirge des westlichen Massif Central einerseits und zum Aquitanischen Becken andererseits.

### Grundgebirge
Das metamorphe Grundgebirge besteht vorwiegend aus dem Grès de Thiviers, der hier in seiner Normalfazies (tfρ3) und in seiner Fazies als Payzac-Quarzit (tfρ3Χ) erscheint – ehemaligen vulkanischen Gesteinen rhyodazitischer Zusammensetzung. 
Der Thiviers-Sandstein bildet das Liegende der Thiviers-Payzac-Einheit, die nach Nordwesten auf die Untere Gneisdecke überschoben ist. Seltene Einschlüsse im Thiviers-Sandstein sind ein kleiner, Nordost-streichender Zug an Amphiboliten (δ11), ein Diabaszug (δΣβ), ein kleines vereinzeltes Diabasvorkommen und sogar ein kleines Vorkommen an Corgnac-Granit (ζγ3b). Über dem Thiviers-Sandstein folgt der Donzenac-Schiefer (S1-2), der südlich von Razac und bei Douyeras aufgeschlossen ist. Assoziiert mit dem Donzenac-Schiefer sind zei kleine Vorkommen an Metavulkaniten (ξgm) und Metakeratophyren (K2) bei Chapial.
Die Thiviers-Payzac-Einheit streicht generell Nordost und fällt mit 42 bis 60° gen Südost ein. Sie biegt aber am Ostrand mehr und mehr nach Ost und schließlich sogar auf Ostsüdost – der generellen Richtung der Einheit. Sie ist wesentlich geringer metamorphosiert als die überfahrene Untere Gneisdecke. Erreicht wird maximal der Isograd des Stauroliths, wohingegen in der Unteren Gneisdecke bereits Disthen auftritt.
Die Überschiebungsfront streicht Nordost und zieht von Moulin de Pierrefiche bis an die Côle westlich von Razac. 
Die überschobene Untere Gneisdecke besteht aus Glimmerschiefern der Dronne-Gruppe (ξ1), Leptyniten des Bogens von Saint-Yrieix (mλ3-4b-m) und schließlich Plagioklas-führenden Paragneisen (ζ1-2). Die Glimmerschiefer enthalten ihrerseits Nordost-streichende Amphibolitzüge, sowie Amphibolitzüge reich an Granat (δ11g) oder Epidot (δ11ep).

### Sedimentbedeckung
Die Sedimentgesteine des Aquitanischen Beckens transgredierten bei Thiviers im Lias über das damals bereits abgetragene und eingeebnete Grundgebirge hinweg. 
Das Hettangium (Formationen I1 und I2) ist fluviatilen Ursprungs an seiner Basis: Konglomerate, grobe Sandsteine und Sandsteine. Der obere Abschnitt besteht bereits aus marinen dolomitischen Mergeln und schließt mit Oolithkalken (mögliches Sinemurium I3-4). Das Pliensbachium (Formation I5-6) wird aus groben litoralen Sandsteinen und dolomitischen Sandsteinen aufgebaut. Das Toarcium mit seinen Tonsteinen und grauen Mergeln war früher von großer Bedeutung für Ziegeleibetriebe. Das abschließende Aalenium nimmt erneut dolomitischen Charakter an (Toarcium und Aalenium sind auf der geologischen Karte als I7-9 zusammengefasst).
Das Grundgebirge im Norden wird großflächig von tertiären, kontinentalen Lockersedimenten verhüllt. Auf den Höhenlagen finden sich in stratigraphisch höchster Position fluviatile Schotterfüllungen von ehemaligen Flussläufen, die möglicherweise ins Pliozän zurückreichen (Formation Fs). Diese Sedimente gehen seitwärts in jungpleistozäne, kolluviale Schottermassen über (Formationen CF und ACF). Aber auch die Sedimente im Süden zeigen die tertiären Überdeckungen. Sie unterscheiden sich aber von ersteren durch einen wesentlich höheren Kaolinitgehalt. Außerdem treten bei Bois Germain über der Formation Fs noch wesentlich ältere Schotter der Formation HF auf, welche eventuell sogar bis ins Eozän zurückreichen.
In den Flussniederungen der Côle und des Touroulets sowie im Tal des Ruisseau de Pierrefiche wurde rezentes Alluvium abgelagert (Formation K).

### Bodenschätze
An Vererzungen ist ein Gangvorkommen mit Zinkblende und Bleiglanz bei Moulin de Feuyas im Thiviers-Sandstein erwähnenswert. Etwas weiter südlich zieht eine Nordost-streichende Scherzone durch, welche mit Pyrit, Bleierzen und Mangan durchsetzt ist. Der Thiviers-Sandstein wird in einem riesigen Steinbruch bei Planeaulx (auch Planeau) abgebaut und zu Granulat für Wege- und Straßenbau weiterverarbeitet.

## Ökologie

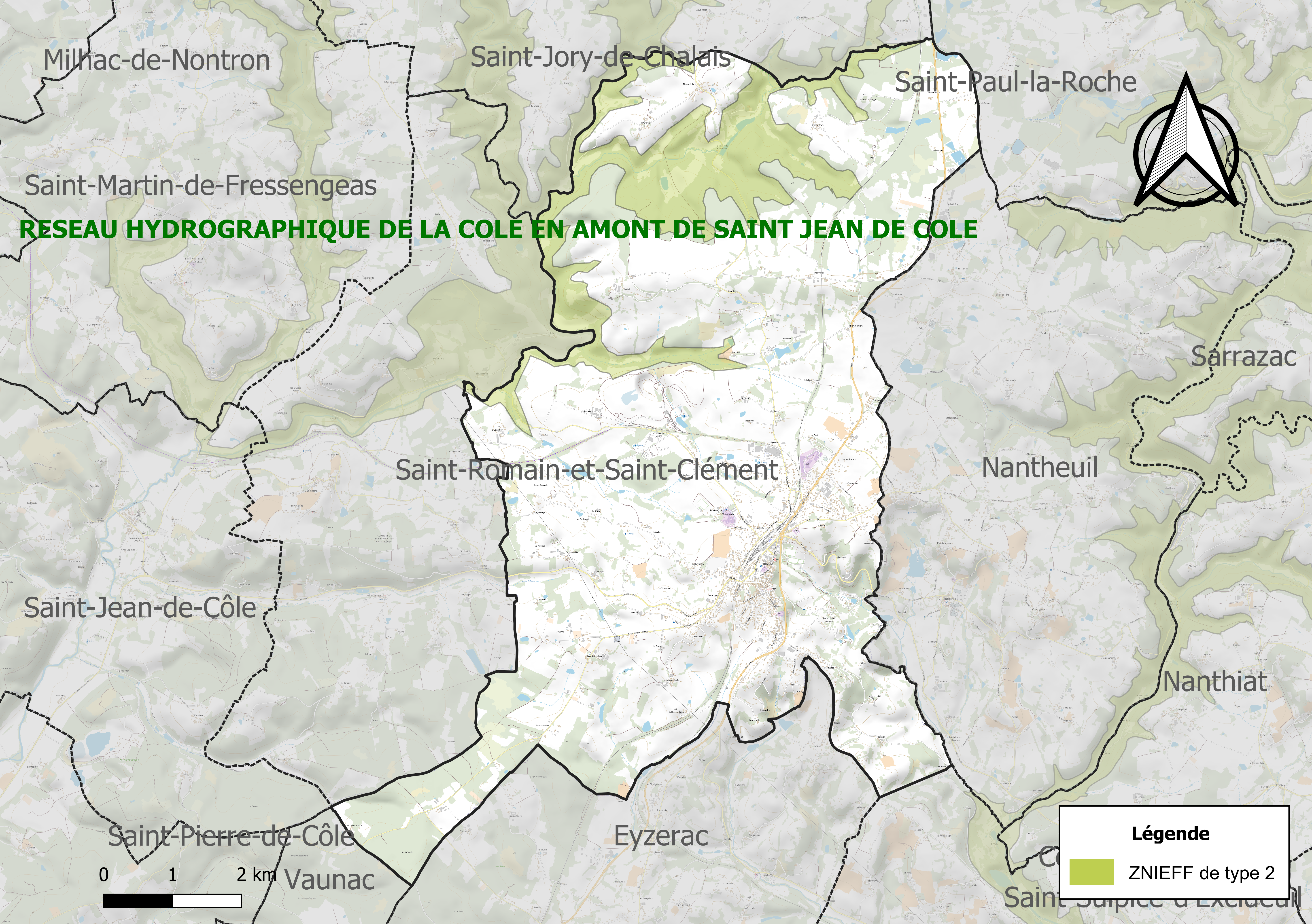
Schutzgebiet des Typus 2

In der Gemeinde Thiviers bilden die Talungen des Touroulets, des Ruisseau de Pierrefiche und der Côle mitsamt ihrer beiden kleinen, linksseitigen,  westlichen Seitenarme unter dem Titel Reseau hydrographique de la Côle en amont de Saint-Jean-de-Côle (Hydrographisches Netz der Côle oberhalb von Saint-Jean-de-Côle) ein Schutzgebiet des Typus 2 (Französisch: zone d'interêt naturelle écologique, faunistique et floristique, kurz ZNIEFF des Typus 2).

## Geschichte

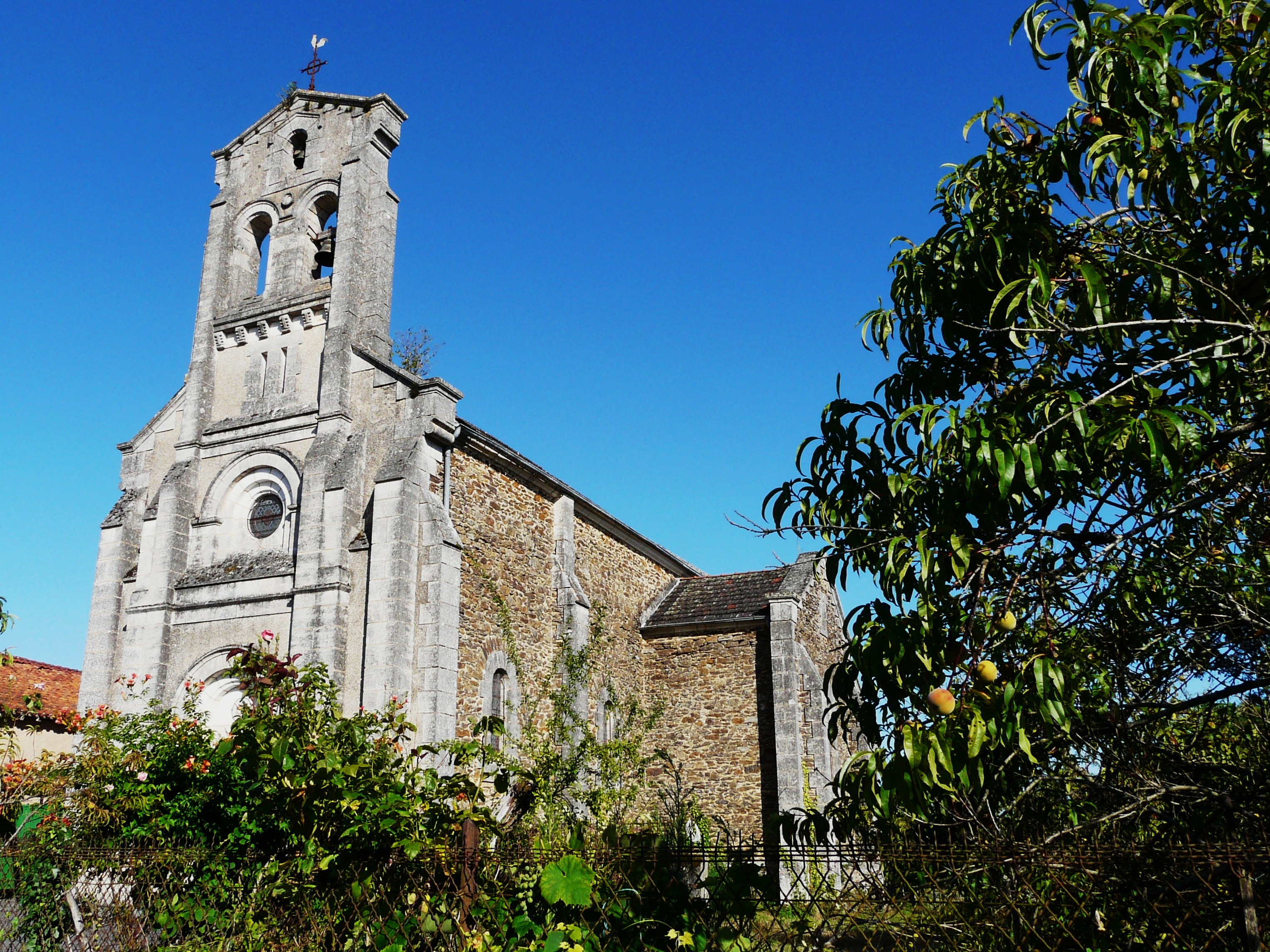
Kirche von Pierrefiche

Ein frühgeschichtliches Zeugnis ist der Dolmen von Pierrefiche.
Dokumentarisch wird Thiviers das erste Mal im 11. Jahrhundert erwähnt. Der Stadt wurde seit dem Beginn des französischen Königtums das Münzrecht zuerkannt. Im 12. Jahrhundert gehörte Thiviers zu den 32 Städten im Périgord, die über Stadtmauern verfügten. Bedingt durch die Lage am Jakobsweg hatte sich die Stadt zu einem Festungsplatz entwickelt, der die um die Kirche gelegenen drei Schlösser Les Pelisses, Vaucocourt und Banceil in seine Verteidigungsanlagen mit einbezog. Die von tiefen Gräben umgebene Stadtmauer hatte damals drei Eingangstore: das Pèze-Tor im Norden, das Thou-Tor im Süden und das Tour-Tor im Westen. Daneben existierten aber auch noch einige verborgene unterirdische Zugänge. Der einstige Verlauf der Stadtmauern wird heute von den Straßen Recollets, Jules Sarlandie und André Gay nachgezeichnet. Im Stadtinneren befanden sich außerdem ein Gefängnis, ein Exerzierplatz, ein Konvent und ein kleines Hospiz. Um den Festungsplatz Thiviers herum entstanden dann weitere Schlossanlagen wie z. B. Filolie, Limagnes und Planeau.
Die Stadt wurde im Verlauf ihrer Geschichte mehrmals erobert und geplündert. Unter Richard Löwenherz ging sie Ende des 12. Jahrhunderts in englische Hände über um kurz darauf wieder französisch zu werden. Der englische König Johann Ohneland eroberte Thiviers dann erneut im Jahr 1211, die Stadt ging jedoch bereits 1212 wieder an Guy V., den Vizegrafen von Limoges. 1374–1376 fiel Thiviers erneut an die Engländer, die jedoch unter Karl VI. endgültig vertrieben wurden.
Im 14. Jahrhundert war Thiviers Sitz eines königlichen Profos (Landvogt). Während der Hugenottenkriege wurde das katholische Thiviers im Jahr 1575 von den Calvinisten unter Vizegraf Henri von Turenne belagert und erobert. Die Stadtmauern wurden eingerissen, die Kirche zerstört und die Verteidiger massakriert.
In der zweiten Hälfte des 18. Jahrhunderts erhielt Thiviers seine erste Poststation und seine erste Porzellanmanufaktur. Die Französische Revolution ging an Thiviers ohne Hinrichtungen vorüber, das Stadtarchiv wurde jedoch in Brand gesetzt und das Schloss Pélisses geschleift.
Elektrifiziert wurde Thiviers erst verhältnismäßig spät, nämlich im Jahr 1923.

## Bevölkerungsentwicklung
| Jahr | Einwohner |  |
| 1962 | 3609      |  |
| 1968 | 3838      |  |
| 1975 | 4154      |  |
| 1982 | 3915      |  |
| 1990 | 3590      |  |
| 1999 | 3261      |  |
| 2005 | 3227      |  |
| 2006 | 3163      |  |
| 2010 | 3095      |  |
| 2015 | 2893      |  |
| 2018 | 2871      |  |
| 2019 | 2871      |  |

Quelle: INSEE
Die Bevölkerungszahlen in Thiviers sind seit 1975 generell rückläufig.

## Verwaltung
Bürgermeister ist in Thiviers seit Mai 2020 Isabelle Hyvoz.

## Präsidentschaftswahlen 2022
| Kandidaten                       | Kandidaten            | Parteien                      | Parteien            | 1. Wahlgang | 1. Wahlgang | 2. Wahlgang | 2. Wahlgang |
| Kandidaten                       | Kandidaten            | Parteien                      | Parteien            | Stimmen     | %           | Stimmen     | %           |
| -------------------------------- | --------------------- | ----------------------------- | ------------------- | ----------- | ----------- | ----------- | ----------- |
|                                  | Emmanuel Macron       | En marche !                   | EM                  | 395         | 24,53 %     | 748         | 53,05 %     |
|                                  | Marine Le Pen         | Front national                | FN                  | 405         | 25,16 %     | 662         | 46,95 %     |
|                                  | Jean-Luc Mélenchon    | Front de gauche               | FDG                 | 296         | 18,39 %     |             |             |
|                                  | Éric Zemmour          | Reconquête                    |                     | 102         | 6,34 %      |             |             |
|                                  | Valérie Pécresse      | Les Républicains              | LR                  | 110         | 6,83 %      |             |             |
|                                  | Jean Lassalle         | Résistons !                   | R                   | 110         | 6,83 %      |             |             |
|                                  | Anne Hidalgo          | Parti socialiste              | PS                  | 38          | 2,36 %      |             |             |
|                                  | Fabien Roussel        | Parti communiste français     | PC                  | 53          | 3,29 %      |             |             |
|                                  | Nicolas Dupont-Aignan | Debout la République          | DLR                 | 33          | 2,05 %      |             |             |
|                                  | Yannick Jadot         | Europe Écologie-Les Verts     | EELV                | 39          | 2,42 %      |             |             |
|                                  | Nathalie Arthaud      | Lutte Ouvrière                | LO                  | 15          | 0,93 %      |             |             |
|                                  | Philippe Poutou       | Nouveau Parti anticapitaliste | NPA                 | 14          | 0,87 %      |             |             |
|                                  |                       |                               |                     |             |             |             |             |
| Gesamt                           | Gesamt                | Gesamt                        | Gesamt              | 1610        | 100 %       | 1410        | 100 %       |
|                                  |                       |                               |                     |             |             |             |             |
| Gültige Stimmen                  | Gültige Stimmen       | Gültige Stimmen               | Gültige Stimmen     | 1610        | 97,46 %     | 1410        | 87,52 %     |
| Ungültige Stimmen                | Ungültige Stimmen     | Ungültige Stimmen             | Ungültige Stimmen   | 42          | 2,54 %      | 201         | 12,48 %     |
| Wahlbeteiligung                  | Wahlbeteiligung       | Wahlbeteiligung               | Wahlbeteiligung     | 1652        | 81,54 %     | 1611        | 79,56 %     |
| Enthaltungen                     | Enthaltungen          | Enthaltungen                  | Enthaltungen        | 374         | 18,46 %     | 414         | 20,44 %     |
| Registrierte Wähler              | Registrierte Wähler   | Registrierte Wähler           | Registrierte Wähler | 2026        |             | 2025        |             |
|                                  |                       |                               |                     |             |             |             |             |
| Quelle: Ministère de l'Intérieur |                       |                               |                     |             |             |             |             |

Die Präsidentschaftswahlen 2022 in Thiviers konnte Emmanuel Macron für sich entscheiden.

## Wirtschaft

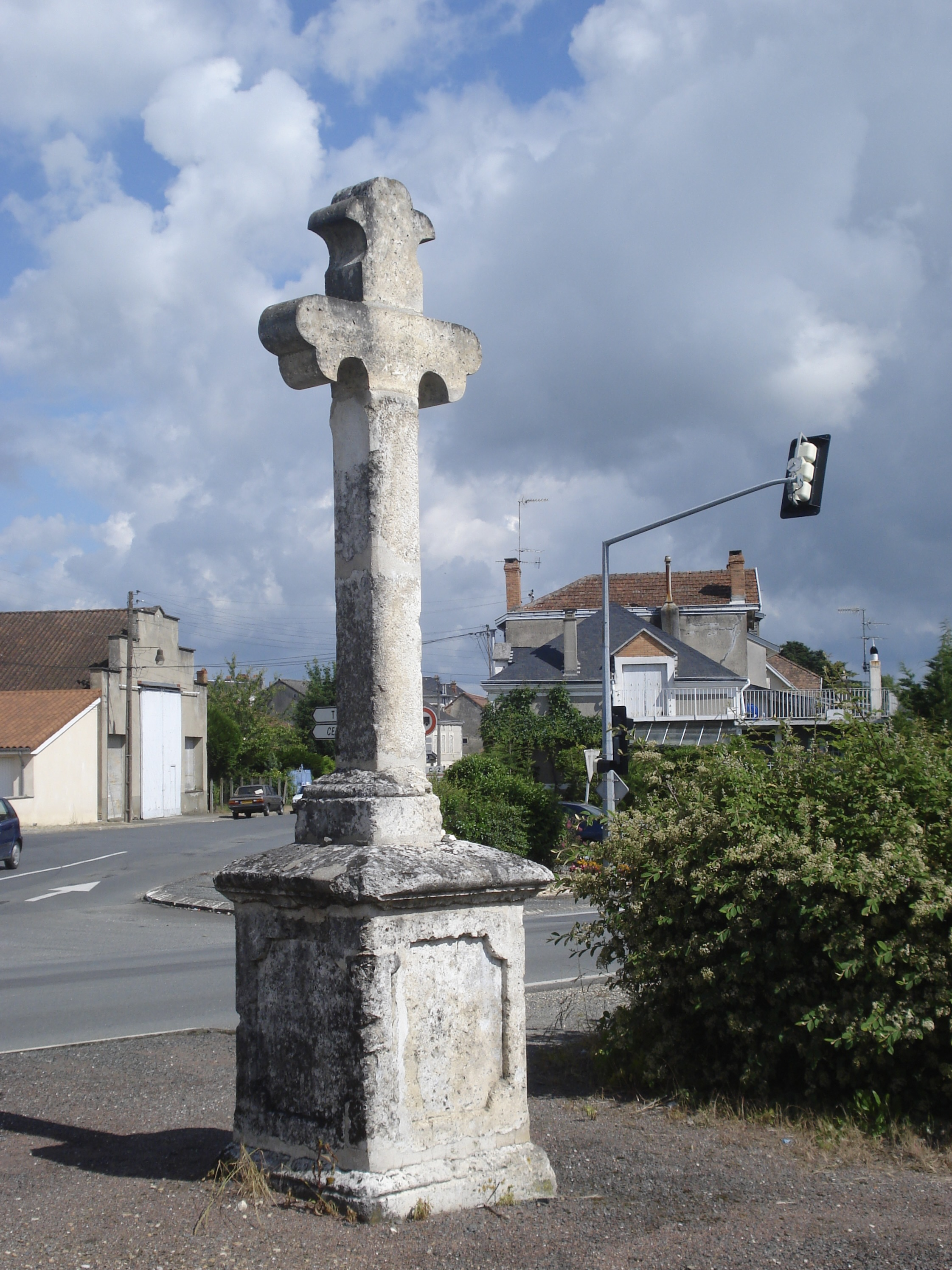
Wegkreuz Saint-Jacques an der N 21

Nach dem Niedergang der Fayenceindustrie hat sich der Wirtschaftssektor in Thiviers auf die Verarbeitung und Vermarktung der landwirtschaftlichen Erzeugnisse aus seiner Umgebung verlagert, insbesondere der Erzeugung von Foie Gras kommt eine herausragende Stellung zu.

### Beschäftigung
Im Jahr 2018 betrug die erwerbsfähige Bevölkerung zwischen 15 und 64 Jahren 1110 Personen bzw. 38,7 % der Gesamtbevölkerung. Seit 2013 ist die Zahl der Arbeitslosen bei 207 stagniert, die Arbeitslosenquote liegt somit jetzt bei 18,7 %.

### Unternehmen
Am 31. Dezember 2018 waren 172 Unternehmen in Thiviers ansässig, davon 114 im Sektor Handel, Transport oder Dienstleistungen, 29 im Sektor Verwaltung, Bildung, Gesundheit oder Soziales, 13 im Baugewerbe, 12 in der Industrie und 4 in Landwirtschaft, Forsten und Fischerei.

## Sehenswürdiges
- Romanische Kirche Notre-Dame-de-l’Assomption aus dem 12. Jahrhundert mit schönen Kapitellen. Nach ihrer Zerstörung im Jahr 1575 wurde die Kirche im 16. und 19. Jahrhundert stark verändert wieder aufgebaut.
- Kirche des Weilers Pierrefiche aus dem 19. Jahrhundert. Trat an die Stelle einer ehemaligen Kapelle aus dem Jahr 1601.
- Château de Banceil, Schloss aus dem 16. und 17. Jahrhundert.
- Château de Razac, Schloss aus dem 16. Jahrhundert
- Château de Vaucocour.

## Persönlichkeiten
- Georges Rol (1926–2017), römisch-katholischer Geistlicher und Bischof von Angoulême

## Städtepartnerschaft
Thiviers unterhält Partnerschaften mit Östringen in Baden-Württemberg (Deutschland) sowie mit Xàbia in der Provinz Alicante und Cistierna in der Provinz León (Spanien).

## Photogalerie

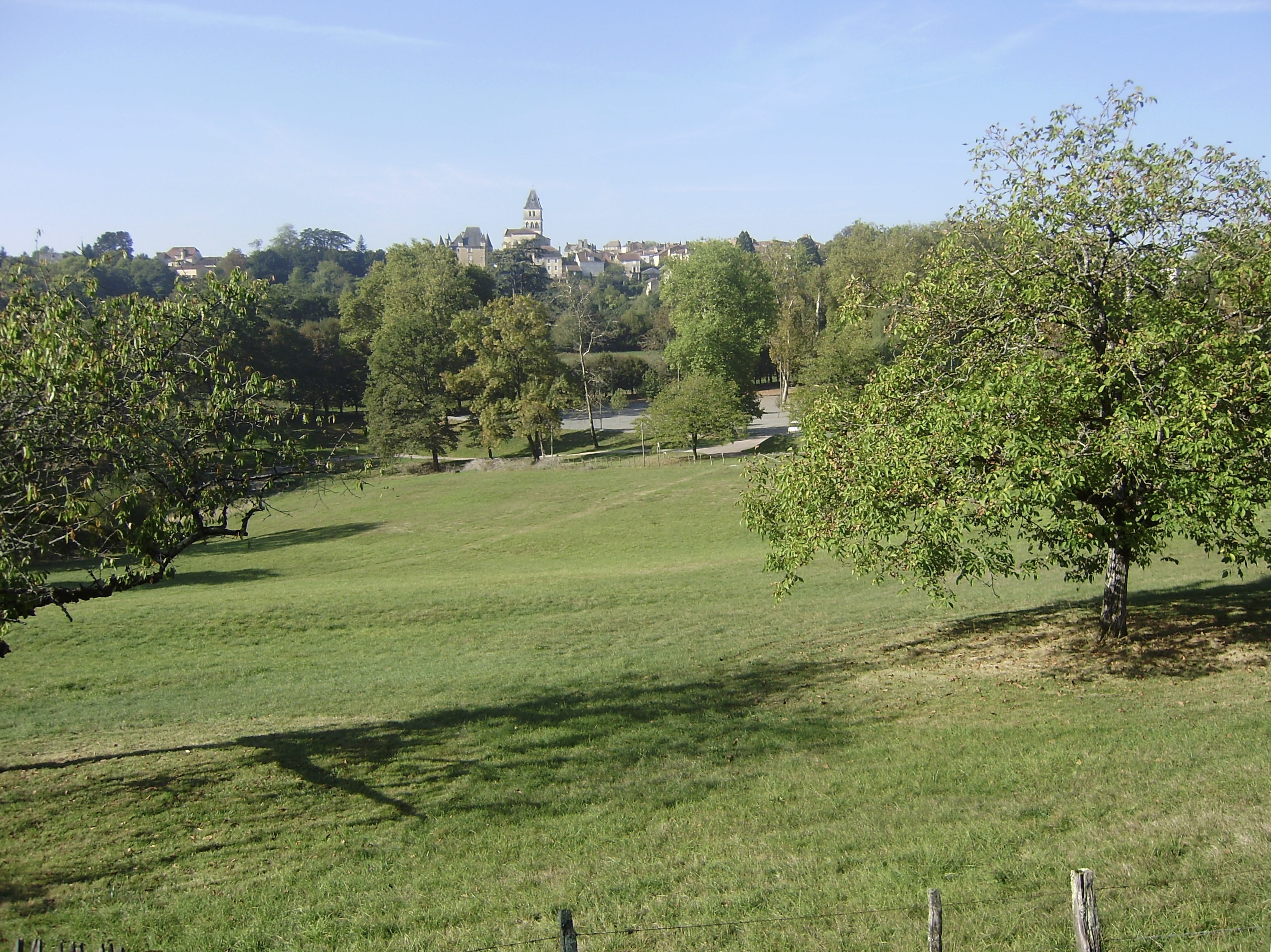
Thiviers von Nordosten
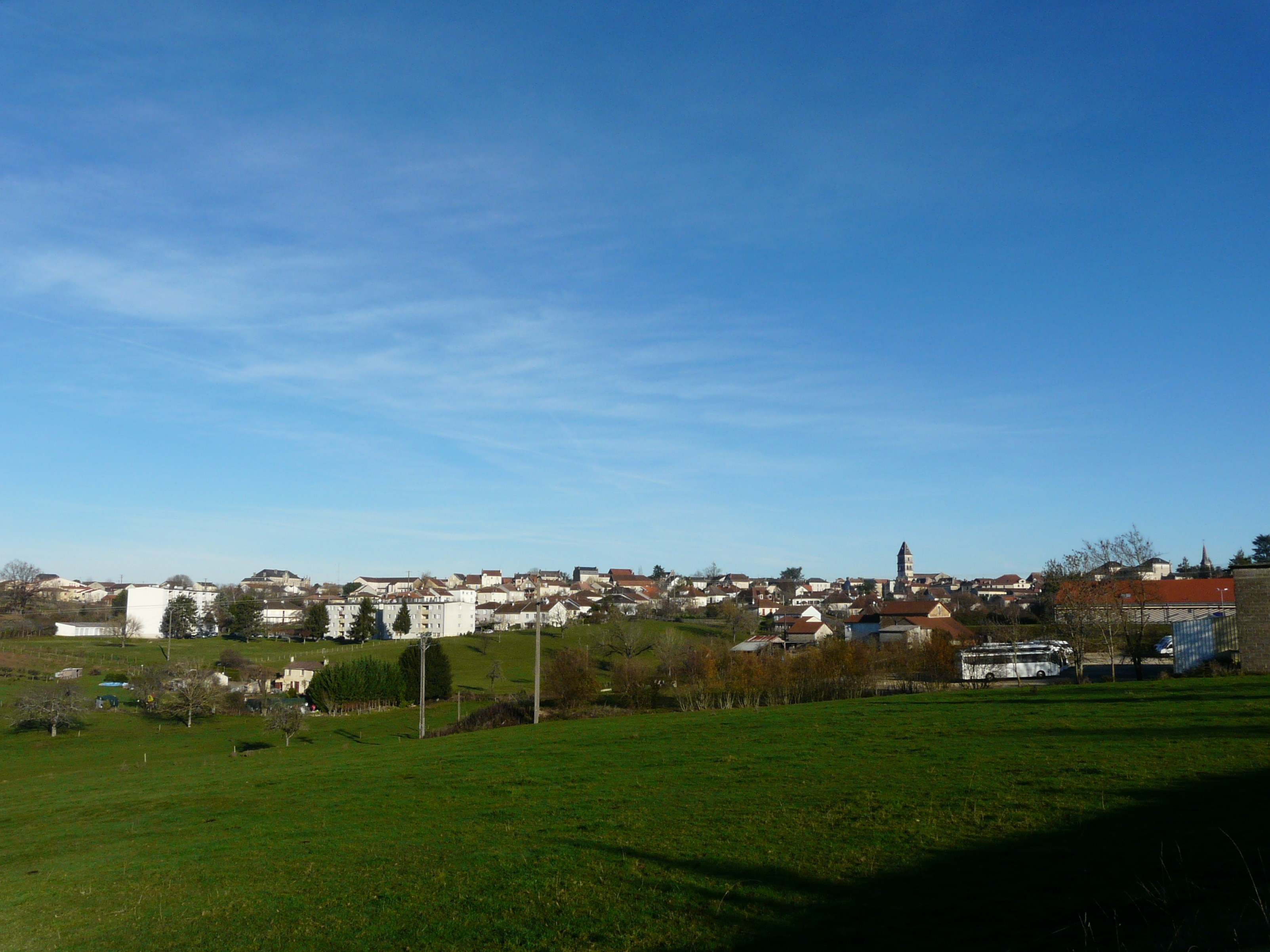
Generalansicht von Westen
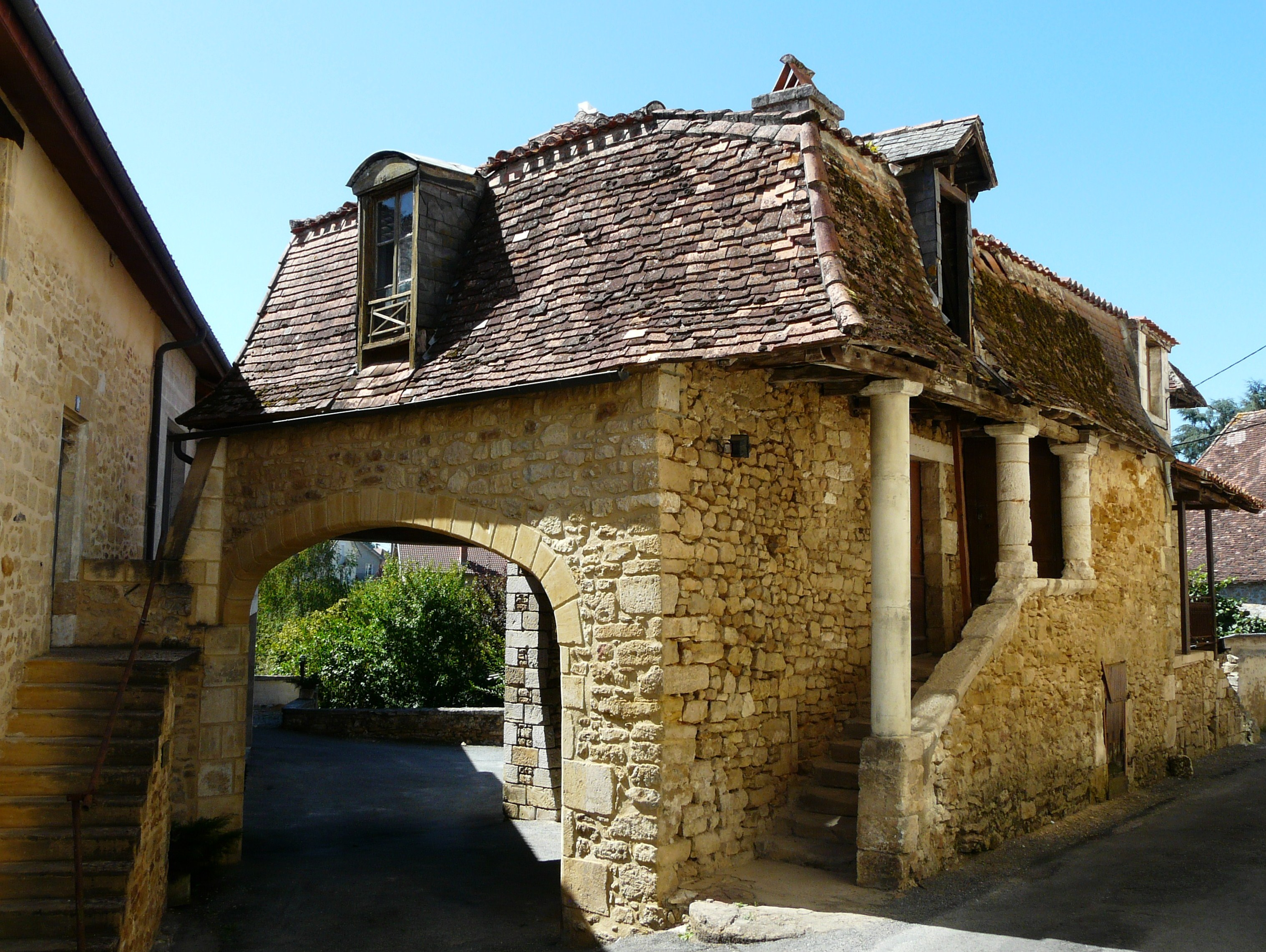
Haus aus dem 16. Jahrhundert
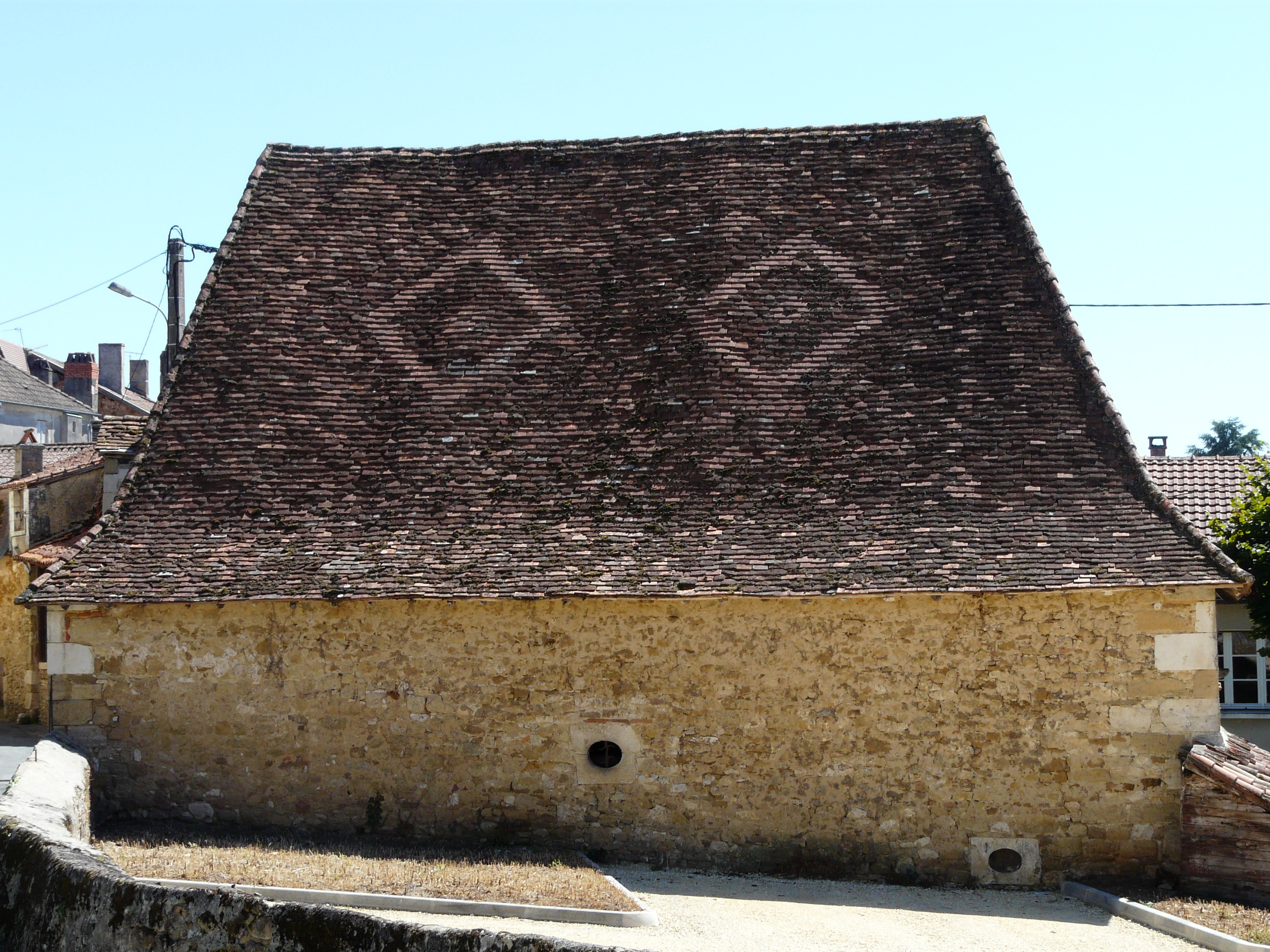
Altes Stadthaus
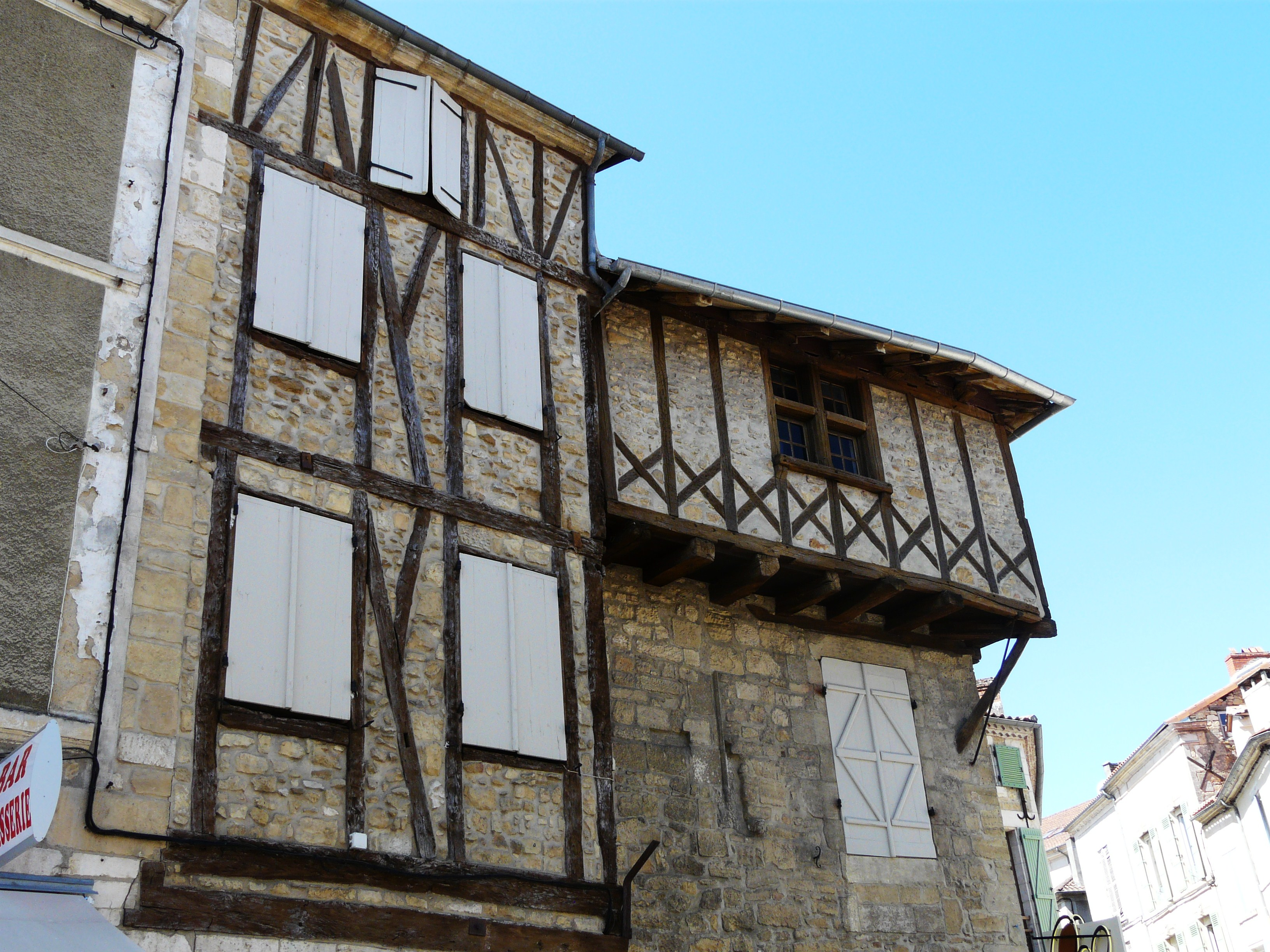
Fachwerkhäuser
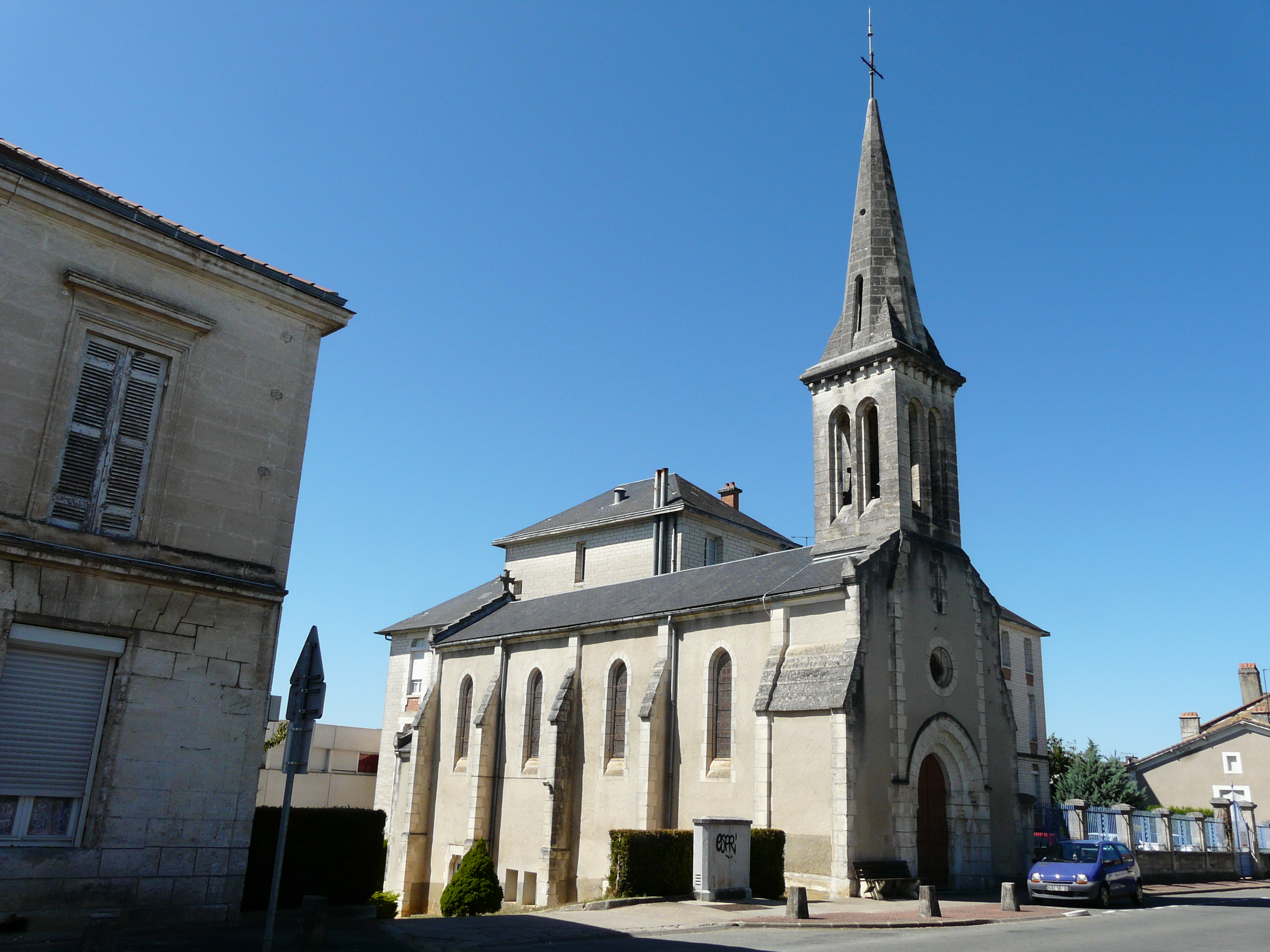
Kapelle des alten Krankenhauses
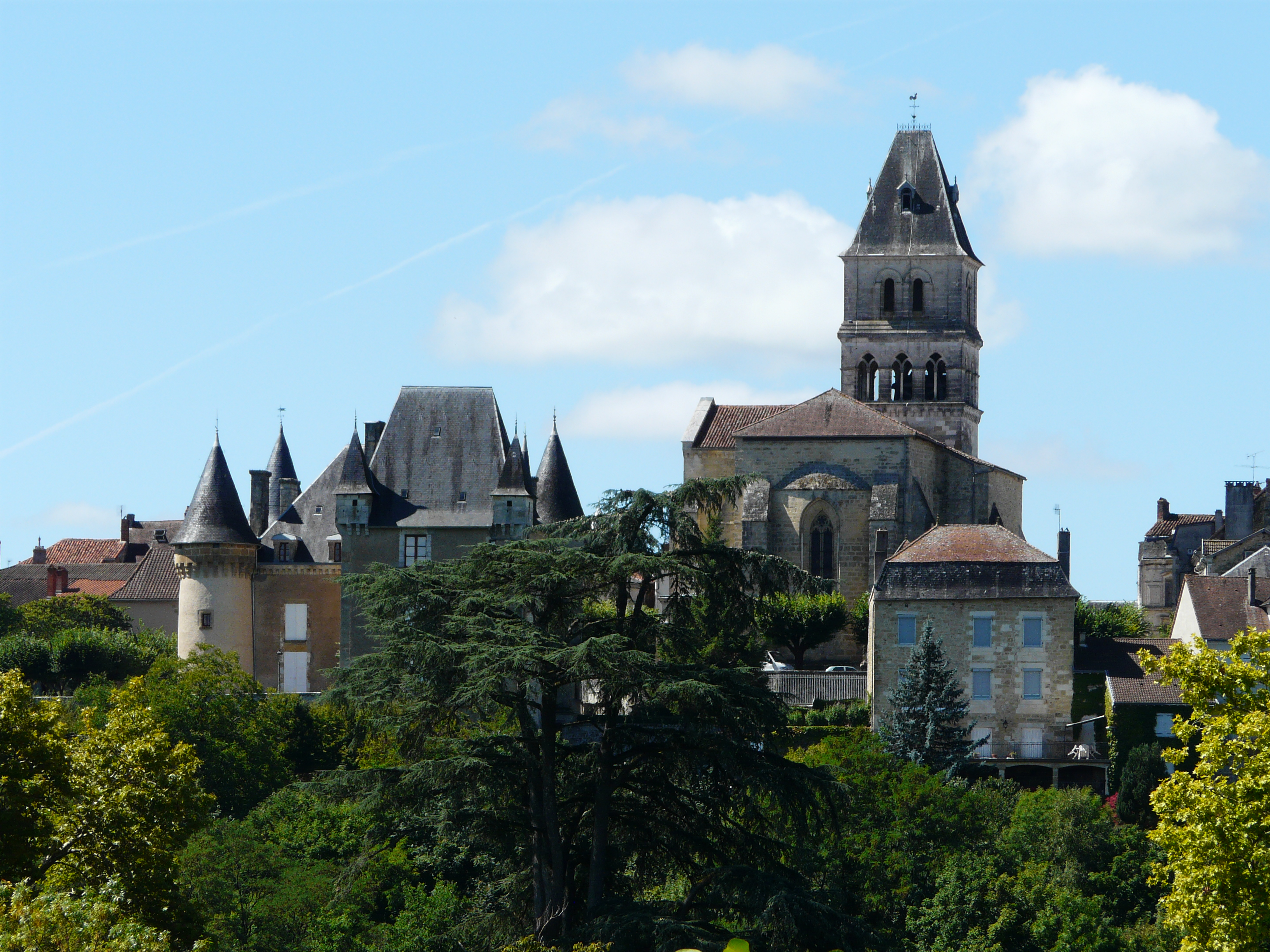
Schloss Vaucocour und Kirche
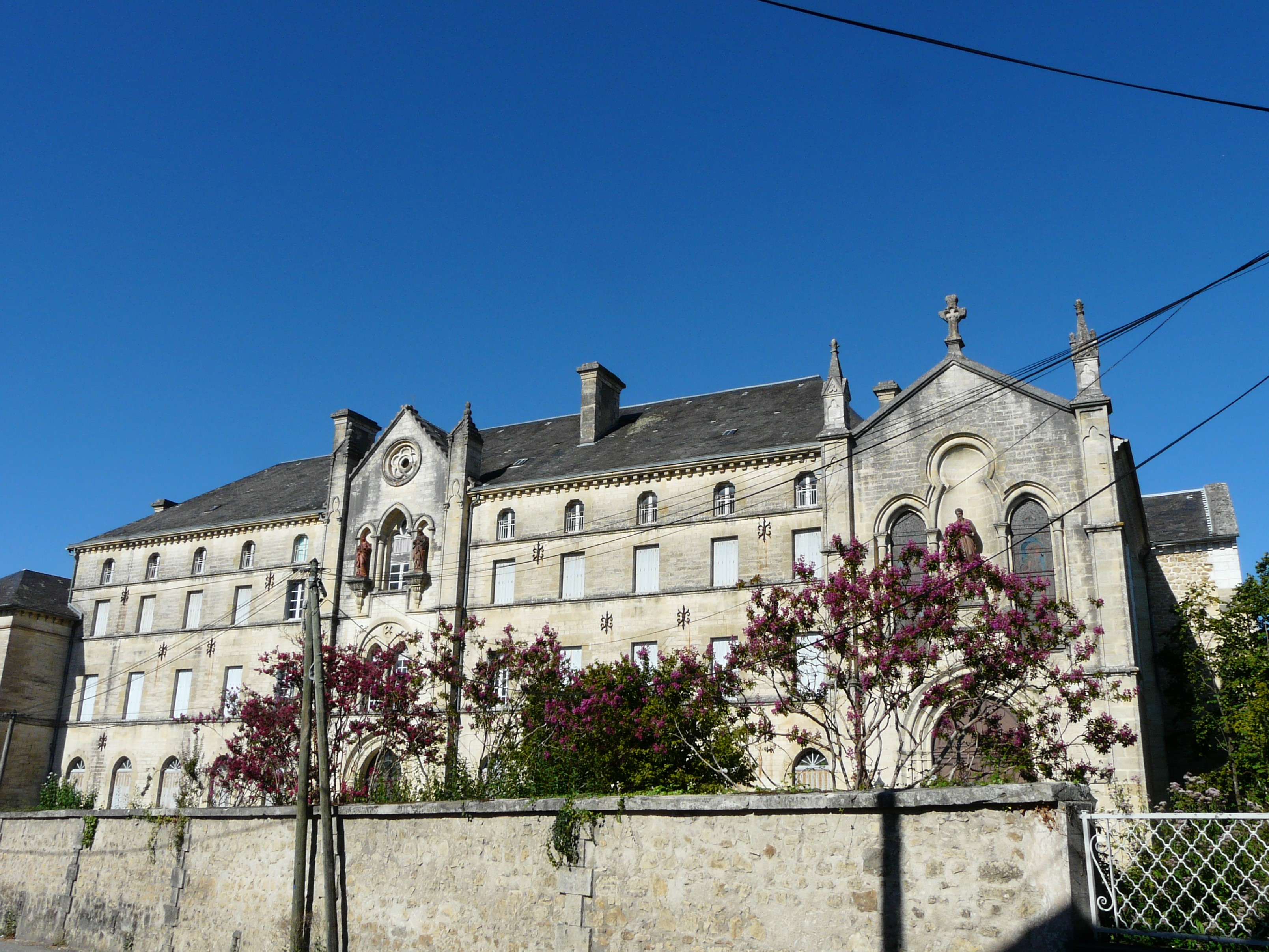
Konvent Saint-Paul
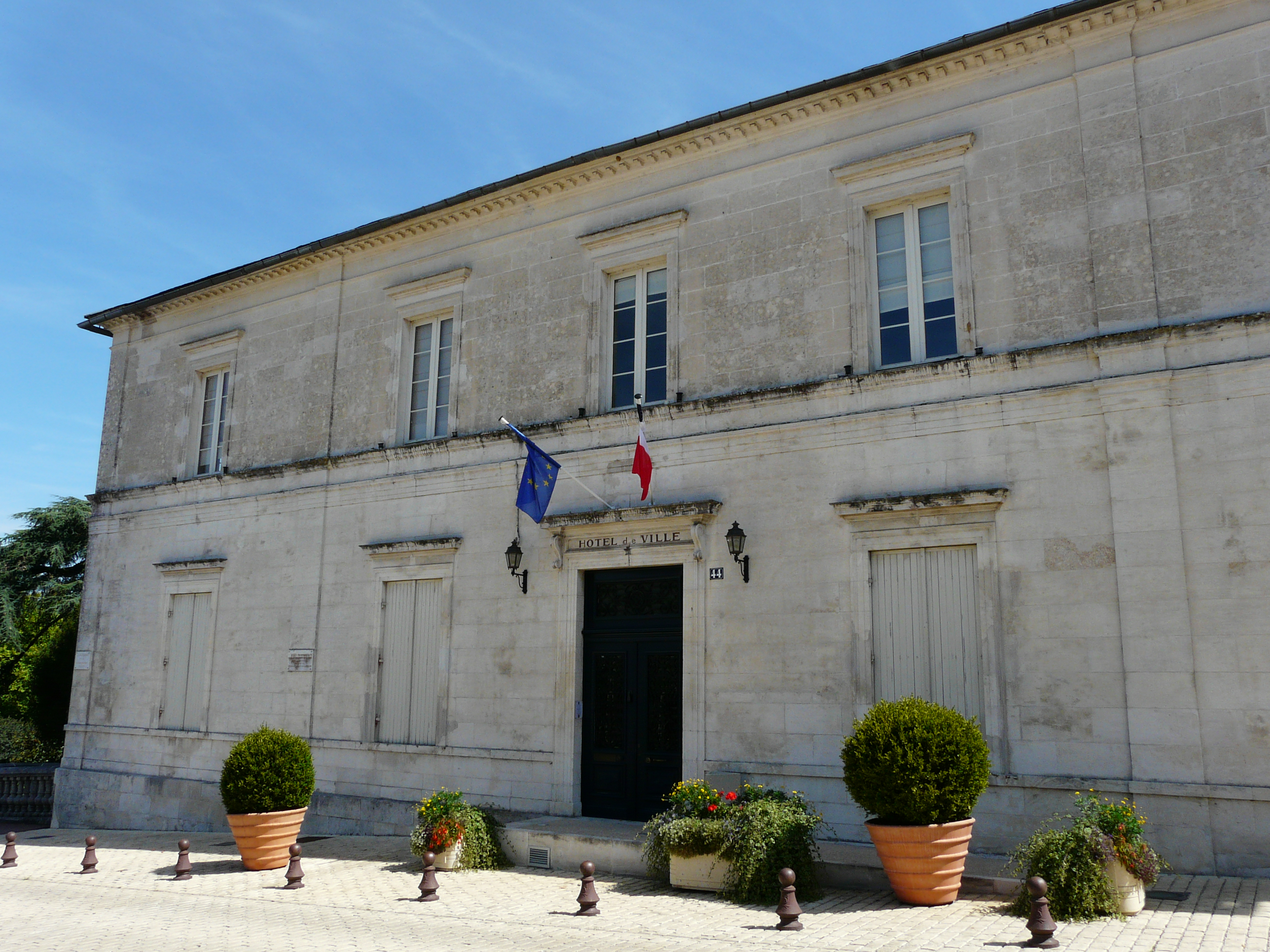
Rathaus von Thiviers
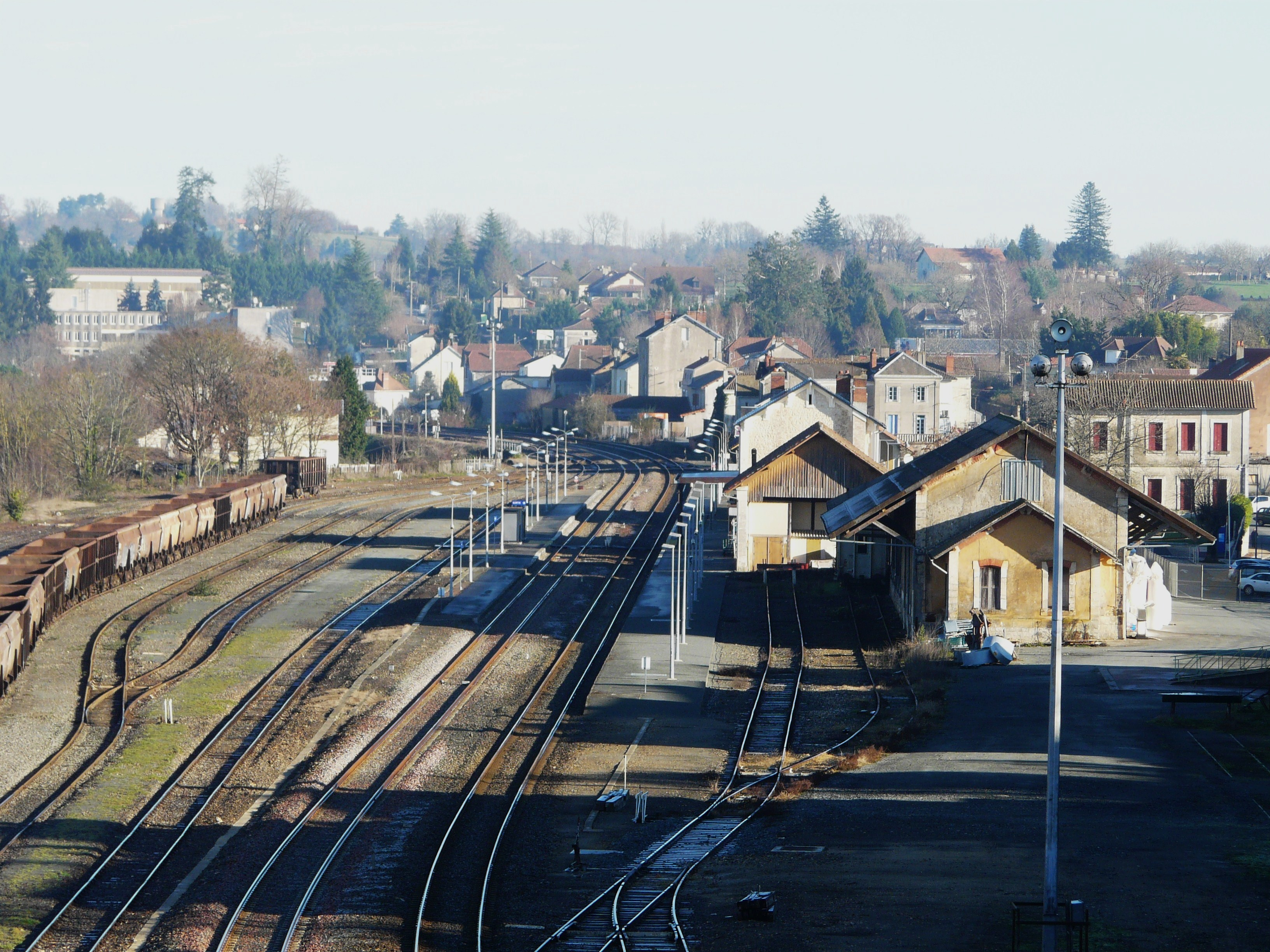
Bahnhof von Thiviers
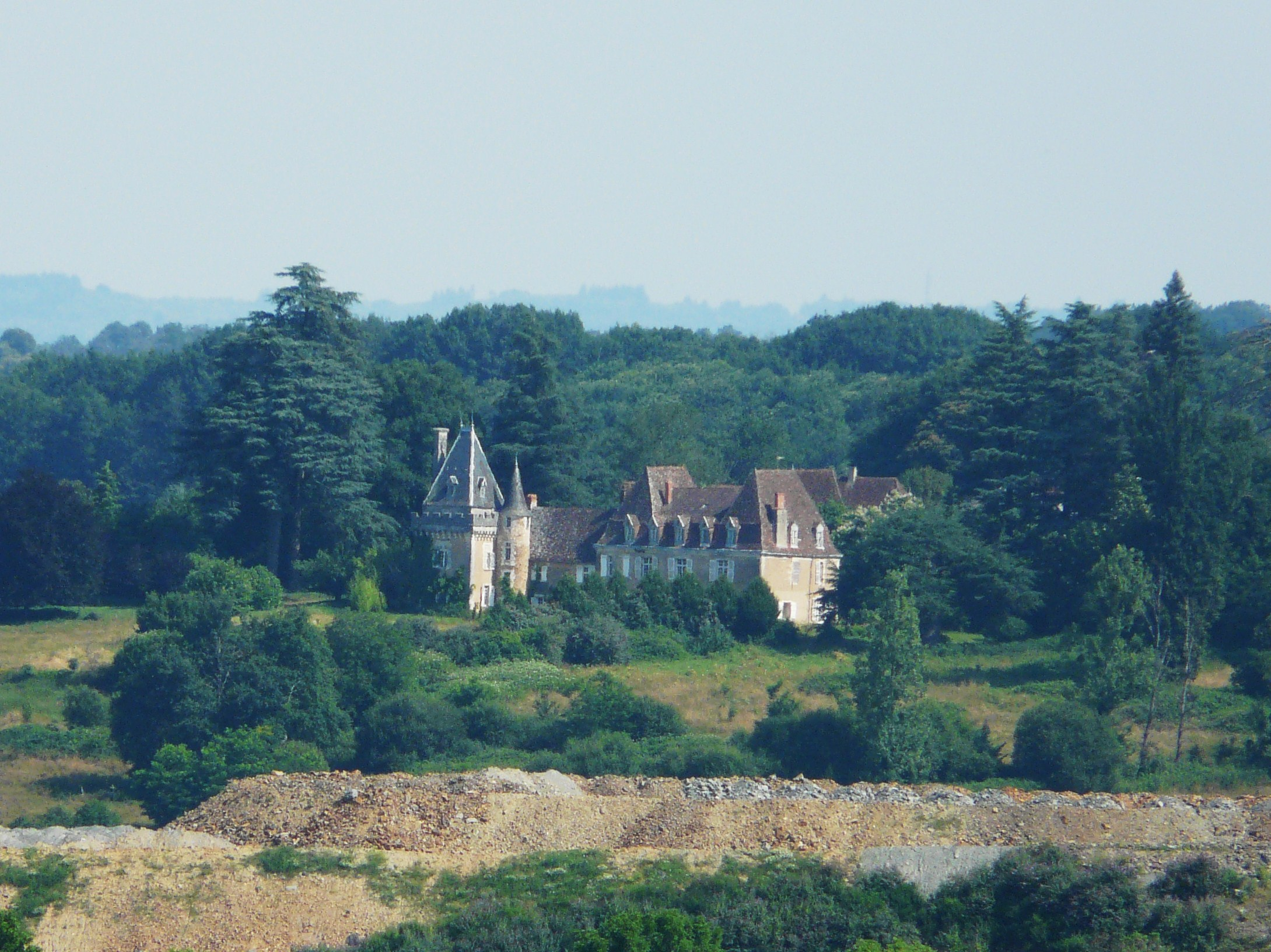
Schloss Razac